# Le Corbusier
Charles-Édouard Jeanneret-Gris, bolj znan pod psevdonimom Le Corbusier, švicarsko-francoski arhitekt, oblikovalec, pisec in slikar, * 6. oktober 1887, La Chaux-de-Fonds, Švica, † 27. avgust, 1965, Roquebrune-Cap-Martin, Francija.
Le Corbusier se je rodil kot Charles-Edouard Jeanneret-Gris v Švici, 6. oktobra 1887. Leta 1917 se je preselil v Pariz in prevzel psevdonim Le Corbusier. Kot arhitekt je v glavnem gradil iz jekla in armiranega betona in delal z elementarnimi geometrijskimi oblikami. V slikarstvu je Le Corbusier poudaril jasne oblike in ustroje, kar je ustrezalo njegovi arhitekturi.

## Življenjepis

### Zgodnja leta
Le Corbusier se je rodil kot drugi sin Edouarda Jeannereta, umetnika, ki je oblikoval številčnice in ohišje v znani mestni industriji ur in Madame Jeannerct-Perret, glasbenici in učiteljici klavirja. Kalvinizem njegove družine, ljubezen do umetnosti in veselje do pogorja Jura, kjer je njegova družina živela, so vplivali na mladega Le Corbusierja.
S trinajstimi leti je zapustil osnovno šolo in odšel na Arts Decoratifs v La Chaux-de-Fonds, kjer bi se, po zgledu svojega očeta, naučil umetnosti oblikovanja in graviranja številčnic in ohišij na urah.
Delal je pod mentorstvom L'Eplattenierja, ki ga je Le Corbusier imenoval »moj gospoda«r in je bil njegov edini učitelj. L'Eplattenier ga je učil umetnostno zgodovino, risanje in naturalistično estetiko art nouveau. Morda je tudi zaradi svojega širokega znanja o umetnosti kmalu opustil urarstvo in nadaljeval študij na področju umetnosti in dekoracije, ter nameraval postati slikar. L'Eplattenier je vztrajal, da je njegov učenec študiral tudi arhitekturo in poskrbel za njegova prva dela na lokalnih projektih. Leta 1905 mu je Louis Fallet, član odbora Art School, naročil oblikovanje vile, ki jo je gradil v sodelovanju z arhitektom Renéjem Chapallazom. Leta 1906 je oblikoval ohišje svoje prve ure, ki so jo izdelali in gravirali pri Jeanneret v Milanu.
Po oblikovanju svoje prve hiše leta 1907, v starosti 20 let, se je Le Corbusier odpravil na potovanje po srednji Evropi in Sredozemlju. Bil je v Italiji, na Dunaju, v Münchnu in Parizu. Bil je pripravnik pri različnih arhitektih. Najpomembnejše je bilo delo pri Augustu Perretu, strukturnem racionalistu, pionirju armiranobetonskih konstrukcij in kasneje pri priznanemu arhitektu Petru Behrensu, s katerim je Le Corbusier delal od oktobra 1910 do marca 1911 v bližini Berlina.
V nadaljevanju se je izpopolnjeval pri Heinrichu Tessenowu, arhitektu vrtnega mesta Hellerau v Dresdnu. V maju je zapustil Dresden in na svoji poti na vzhod obiskal Prago, Dunaj, Budimpešto, Beograd, Bukarešto, Tarnovo, Gabrovo, Kasanlik, Carigrad in goro Atos v Atenah ter končal v južni Italiji, v družbi svojega prijatelja Augusta Klipsteina, študenta umetnostne zgodovine. Na tem potovanju je ustvaril številne risbe, skice in beležke, kot tudi več sto fotografij.

### Zgodnja kariera
Potovanja so igrala ključno vlogo pri izobraževanju Le Corbusierja. Odkril je tri glavne arhitekturne pojme. V različnih okoljih je opazil in absorbiral pomen: (1) nasprotja med velikimi kolektivnimi prostori in individualnimi prostori, opazovanje je bila podlaga za njegovo vizijo stanovanjskih stavb, ki so bile kasneje zelo prisotne; (2) klasičnih proporcev renesančne arhitekture; in (3) geometrijskih oblik ter uporabe pokrajine kot arhitekturnega orodja.
Oktobra 1911 se je vrnil v La Chaux-de-Fonds prek kartuzije iz Eme, da bi ustanovil nov arhitekturni oddelek v Arts Decoratifs pri  L'Eplattenierju. Zasnoval je serijo vil (med njimi vilo Jeanneret-Perret v Rue de la Montagne za starše in vilo Favre-Jacot v bližnjem mestu Le Locle) in začel teoretizirati o uporabi armiranega betona kot strukturnega okvira, temelječega na sodobni tehniki.
Leta 1913 je razstavil 10 akvarelov »Le langage des Pierres« v Salon d'Automne v Parizu. Pridobil pa je tudi potrdilo o usposobljenosti za poučevanje umetnosti. Leta 1914 je zaprl oddelek Nouvelle na Ecole d'Art v La Chaux-de-Fonds in odpotoval v Köln na Deutscher Werkbund na razstavo in konferenco. Začel je študirati projekt betonske stanovanjske hiše Dom-Ino. Gre za stanovanjsko enoto z odprtim pritličjem in zgornjim bivalnim volumnom, ki jo podpirajo elegantni tanki betonski stebri.
V letu 1915 je občasno odhajal v Pariz študirat v Bibliothèque Nationale in delal na svojem rokopisu La construction des villes.
Le Corbusier je začel načrtovati stavbe s poceni montažnimi stanovanji, ki bi pomagale obnoviti mesta, uničena po prvi svetovni vojni. Tloris predlaganih stanovanj je sestavljal odprt prostor brez motečih podpornih stebrov, kar je zunanje in notranje stene sprostilo običajnih strukturnih omejitev. Ta sistem oblikovanja je postal osnova za večino Le Corbusierjeve arhitekture v naslednjih desetih letih.

### Odhod v Pariz
Leta 1917 se je Le Corbusier preselil v Pariz, kjer je delal kot arhitekt na konkretnih objektih v okviru vladnih naročil. Večina njegovih projektov je preživela, vendar je bila bolj vplivna in takrat bolj donosna disciplina slikarstvo.
Odprl je svoj prvi pariški arhitekturni studio na Rue de Belzunce 20 (10. okrožje), nato pa na Rue d'Astorg 29 (8. okrožje). V Parizu je potem živel do leta 1933. Kot svetovalec SABA (Société d'vloga du beton armé) je deloval od aprila 1917 do januarja 1919.
Leta 1918 se je Le Corbusier srečal z mnogimi umetniki, ki so takrat delovali v Parizu: Georgesom Braquejem, Juanom Grisom, Pablom Picassom, Jacquesom Lipchitzom in drugimi, spoprijateljil pa se je s kubističnim slikarjem Amédéem Ozenfantom, ki ga je spodbujal slikati. Začelo se je obdobje sodelovanja, v katerem sta kasneje opustila kubizem kot obliko umetnosti. Izdala sta knjigo Apres Le cubisme (Po kubizmu), anti-kubizemski manifest in ustanovila novo umetniško gibanje, imenovano purizem. Leta 1920 sta skupaj s pesnikom Paulom Derméejem ustanovila puristično revijo L'Esprit Nouveau (Novi duh), kot revijo avantgarde oziroma revija za analizo problemov slikarstva in sveta vizualnih form.
V prvi številki nove revije je Charles-Édouard Jeanneret-Gris prevzel psevdonimom Le Corbusier, prirejen iz priimka njegovega dedka (Lecorbesier), s čimer je izrazil svoje prepričanje, da bo s tem lahko začel na novo. Predstavljati se z umetniškim imenom je bilo še posebej v modi v Parizu. Le Corbusier je s tem želel ustvariti osebo, ki bi lahko vodila njegovo kritično pisanje ločeno od dela slikarja in arhitekta.
Na straneh revije L'Esprit Nouveau so se vsi trije možje ogradili od preteklih umetniških in arhitekturnih gibanj, kot sta nefunkcionalnost in dekoracija. Le Corbusier je začel zagovarjati nov slog, funkcionalizem.
Leta 1922 se je začelo arhitekturno partnerstvo s Pierrom Jeanneretom. Predaval je tudi na Sorboni. Srečal se je z Yvonne Gallis, modelom iz Monaka, s katero se je leta 1930 poročil. Zgradil je Ville Besnus v predmestju Pariza in druge projekte.
Leta 1923 je Le Corbusier objavil knjigo Vers une Architecture (Proti novi arhitekturi), v kateri je zbral svoje polemično pisanje iz L'Esprit Nouveau. V knjigi so znane njegove izjave, kot: »hiša je stroj za življenje« in »ukrivljena ulica je oslovska proga; ravna ulica, cesta za moške«.
Leta 1924 je odprl svojo arhitekturno pisarno na Rue de Sèvres 35 (6. okrožje) in predaval v Ženevi, Lozani in Pragi. Objavljal je strokovne članke v reviji L'Urbanisme in zgradil šest delavskih hiš ter refektorij v kraju Lège (blizu Bordeauxa) in vile Lipchitz-Miestchaninoff (Boulogne sur Seine).
Leta 1925 je objavil Almanach d'architecture moderne (Almanah moderne arhitekture), L'Art décoratif d'aujourd'hui (Dekorativna umetnost danes) in skupaj z Amédéejem Ozenfantom La Peinture Moderne (Moderno slikarstvo). Zgradil je Pavillon de l'Esprit Nouveau v Parizu in stanovanjsko naselje Pessac v bližini Bordeauxa. Izdelal je tudi urbanistično študijo Voisin za modernizacijo Pariza. 
11. aprila 1926 mu je umrl oče. Še naprej je objavljal strokovne članke v različnih revijah in gradil tako v Franciji kot v tujini. Prav tako je predaval širom po Evropi (Madridu, Barceloni, Bruslju in Frankfurtu).
Leta 1927 je oddal projekt na natečaj za stavbo Lige narodov v Ženevi in si razdelil prvo nagrado z devetimi drugimi arhitekti.
Leta 1928 je postal ustanovni član Congrés Internationaux d'architecture moderne (CIAM) na gradu La Sarraz v Švici. Predaval je v Pragi in Moskvi. Zgradil je vilo Baizeau v predmestju Kartagine v Tuniziji in Ville d'Avray, pa tudi razstavni prostor za Nestlé v Centrosojuz v Moskvi.
V Južno Ameriko se je odpravil leta 1929. Na turneji je predaval v Rio de Janeiru, Buenos Airesu in Montevideu. Med potovanjem je na ladji spozna Josephine Baker.
V sodelovanju z Pierrom Jeanneretom in Charlotte Perriand je razstavil eksponat notranjosti v Salon d'Automne v Parizu. Delujoval je na projektu Mundaneum (Center of world knowledge) in več urbanističnih projektih v Južni Ameriki.
Leta 1930 je dobil francosko državljanstvo in se 18. decembra poročil z Yvonne Gallis. Na potovanju v Moskvo se je srečal z Vsevolodom Meyerholdom, Aleksandrom Tairovom in Sergejem Eisensteinom. Potoval je tudi po vsej Španiji in soorganiziral že tretjo konferenco CIAM v Bruslju. Poleg kopice stanovanjskih objektov je delal na mestnem načrtu za Alžir in študiji za »Ville Radieuse« in palačo Sovjetov v Moskvi. Slednji projekt je bil zavrnjen.
V letu 1932 je sodeloval pri načrtovanju tekmovanja za Exposition Internationale des Arts et tehnik, ki je bila leta 1937. Seveda pa tudi predaval (Stockholm, Oslo, Göteborg, Antwerpen in Alžir). Leta 1933 je prejel častni doktorat Univerze v Zürichu.
Leta 1935 je prvič potoval v Združene države Amerike, kjer je predaval v Bostonu, Chicagu, Filadelfiji, Madisonu in Hartfordu. V češkem Zlinu je delal načrte za tovarno Bata in spoznal Josepha Savina. Na drugo potovanje v Brazilijo je šel naslednje leto, tam je svetoval sodelavcem iz Ministrstva za šolstvo in zdravje glede stavb v Riu in tudi predaval. Oblikoval je stadion za 100.000 gledalcev v Parizu, ustvaril stenske poslikave v Vezelay v Jean Badovici in tapiserijo Marie Cuttoli.
Leta 1937 je prejel naziv vitez legije časti francoske vlade in postal častni član RIBA. Zgradil je tudi Pavillon des temps Nouveaux za svetovno razstavo v Parizu. V St. Tropezu se je leta 1938 med plavanjem hudo ponesrečil, povozil ga je motorni čoln in moral je v bolnišnico. Leta 1939 je dobil nagrado za tujega državljana Diploma at the Royal Fine Arts Academy v Stockholmu.
11. junija 1940 je zaprl svoj atelje v Parizu in odšel v Vichy. Leta 1942 je ustanovil ASCORAL (Constructors’ meeting for architectural renewal) in znova odprl atelje v Parizu. Leta 1945 je ustanovil ATBAT (Studio za gradbeništvo). Naslednje leto spet potuje v ZDA, tokrat na Princeton. Tam se je srečal z Albertom Einsteinom. Objavil je Manière de penser l’urbanisme (način razmišljanja o urbanizmu) in Propos d’urbanisme (proporci v urbanizmu). Kot svetovalec v odboru je bil odgovoren za gradnjo sedeža Združenih narodov v New Yorku.
Leta 1948 je imel v ZDA številne razstave: Galerie Paul Rosenberg v New Yorku, Institute of Contemporary Art v Bostonu in Detroitu, San Francisco, Colorado Springs, Cleveland, in drugje.
V letu 1949 je podpisal pogodbo s kolumbijskimi oblastmi za izdelavo študije urbanizacije v Bogoti. S Pierrom Jeanneretom, Maxwellom Fryem in Jane Drew je v letu 1950 svetoval upravi Pandžaba pri načrtovanju novega glavnega mesta Čandigarh. Najprej februarja in nato še novembra 1951 je potoval v Indijo in začel delati na projektu Čandigarh - ustvaril je stavbo državnega zbora, višjega sodišča, guvernerjevo palačo, sekretariat in muzej.
Leta 1952 je postal vitez poveljnik legije časti in še tretjič odpotoval v Indijo.
Z Gropiusom, Breuerjem, Markeliusom in Rogersom je bil leta 1953 imenovan za člana pet-članskega odbora za nadzor projekta za UNESCO v Parizu. Z Lucio Costa je gradil dominikanski samostan v mestu Sainte Marie de la Tourette (Eveux) in de la Maison du bresil na Cité Universitaire v Parizu.
Novembra 1954 je odpotoval na Japonsko v zvezi s projektom Museum of Western Art v Tokiu.
Častni doktorat švicarskega Zveznega inštituta za tehnologijo iz Züricha je dobil leta 1955. Odpotoval je v Indijo, kjer je Džavaharlal Nehru otvoril prvo izmed stavb, višje sodišče v Čandigarhu. Objavil je knjige Poème de l'Angle Droit, Modulor II in L'Architecture du bonheur - L'urbanisme est une clef.
5. oktobra 1957 mu je umrla žena Yvonne. Istega leta je kustosinja W. Boesiger organizirala veliko retrospektivno razstavo z naslovom »Deset mest« v Zürichu, Berlinu, Münchnu, Frankfurtu, na Dunaju, v Haagu, Parizu, itd. Le Corbusier je postal častni meščan La Chaux-de-Fonds in član Kraljeve akademije za likovno umetnost v Kopenhagnu, prejel je tudi odlikovanje Commandeur des Arts et Lettres. Gradil je že prej pripravljene projekte. 12. septembra 1958 je prejel diplomo Litteris et Artibus na Švedskem.
Leta 1959 je prejel častni doktorat Univerze v Cambridgeu, sodeloval je v raznih mednarodnih projektih in potoval v Indijo, kjer so dokončevali njegove projekte. 15. februarja 1960 mu je umrla mati. Leta 1961 je prejel naslov Commandeur de l'ordre du Mérite, častni doktorat Univerze v Kolumbiji, zlato medaljo American Institute of Architects. Gradil je Carpenterjev center za vizualne umetnosti v Cambridgeu. Leta 1962 je v Brasilii projektiral veleposlaništvo Francije in imel retrospektivno razstavo v Musée d'Art Moderne v Parizu.
Leta 1963 je prejel zlato medaljo mesta v Firence, naziv Grand officier de la Légion d'Honneur in častni doktorat Univerze v Ženevi. V juniju 1964 je prejel Grand Croix of the Legion d'Honneur od Malrauxa in leta 1965 še diplomo Architectural Society of Boston.
Zadnja leta svojega življenja je preživel v 12 m² veliki kabini v kraju Roquebrune-Cap-Martin na Azurni obali, ki jo je sam oblikoval kot poletno rezidenco. Na zunaj spominja na neugledno gozdarsko brunarico, še posebej za mondeno okolje Azurne obale, a nosi viden pečat Le Corbusierjevega pristopa do funkcionalne arhitekture. Dne 27. avgusta 1965 je kljub zdravnikovim navodilom odšel plavat. Njegovo truplo so našli kopalci in ob 11. uri dopoldan je bil razglašen za mrtvega, domnevno zaradi srčnega napada. V istem kraju je bil tudi pokopan. Uradna žalna slovesnost je bila 1. septembra v Cour Carrée v Louvru.

## Delo
Njegova arhitekturna dela lahko razdelimo v naslednje skupine:
- večstanovanjski objekti
- tipske hiše
- individualne hiše
- prebivališče z delavnico
- urbanizem
- industrijski programi
- sakralna arhitektura

Pet vodilnih načel Le Corbusierove arhitekture je: 
- Stebri (piloti) - hiša na stebrih je zračna, pod njo pa je vrt;
- Strešni vrtovi (terase) - Streha v zmernem ali hladnem podnebnem pasu bi naj bila ravna; voda naj bi se odvajala v notranjost hiše, obenem pa mora biti streha vedno vlažna, ker vlaga utrjuje armirani beton;
- Prosto nadstropje - zidovi niso več nosilci stavbe in njene teže; tloris se ne prilagaja nosilnim zidovom, saj to funkcijo prevzamejo stebri, tako dobimo prost tloris za izrabo prostora;
- Podaljšano okno - ker stena ni več nosilni element je prosta in okno lahko poteka neomejeno in tako daje več svetlobe;
- Prosto pročelje - ker nismo omejeni z nosilnimi zidovi, lahko svobodno oblikujemo pročelje

Izdelal je tudi množico študij in projektov, ki nikoli niso bili izvedeni v realnosti, so pa pripomogle k razmisleku o sodobni arhitekturi.
Le Corbusier pa se je ukvarjal tudi s ponazoritvijo idealnih razmerij. Svoj model je poimenoval Modulor. O njem je zapisal, da gre za »niz harmoničnih razmerij, ki ustrezajo človeški meri in ki jih je mogoče univerzalno uporabiti pri arhitekturnem načrtovanju in načrtovanju mehaničnih predmetov«. Modulor je med drugim uporabil pri načrtovanju znamenitega stanovanjskega bloka Unité d'Habitation v Marseillu.
Le Corbusier pa je bil tudi odličen likovni umetnik, ki je izdeloval slike, skulpture, tapiserije, manjše oblikovalske izdelke, grafike in litografije. Sam je celo trdil, da je vsi temeljni koncepti njegove arhitekture izhajajo iz njegovega likovnega dela. Njegova dela so zbrana (če niso na gostujočih razstavah) v med letoma 1961 in 1967 zgrajenem La Maison de l'Homme oziroma Centre Le Corbusier-Heidi Weber Museum, spektakularnem paviljonu z od telesa objekta ločeno razgibano streho ter igrivim pročeljem iz stekla in barvanega jekla.

### Hiše Citrohan in sodobna mesta
V zbranih člankih je Le Corbusier predlagal novo arhitekturo, ki bi zadovoljila zahteve industrije in funkcionalizma. Njegovi predlogi obsegajo tudi prvi načrt sodobnega mesta in dva tipa stanovanj, ki so postala podlaga za večino njegove arhitekture: hiša Monol in bolj znano, hiša Citrohan (Maison Citrohan), ki jo imenujejo tudi »stroj življenja«.
Le Corbusier si je zamislil montažne hiše, ki bi jih izdelovali serijsko, podobno kot v proizvodnji avtomobilov. Izdelal je dva tipa hiš. Za obe je značilno: podporni stebri, ki hišo dvignejo od tal, ravna streha, prosto nadstropje, prosto pročelje in horizontalna okna v nizih za kar največ naravne svetlobe.
Njegovi urbanistični načrti so arhitekturni posegi v obstoječe okolje, ki spuščajo pokrajino in ambient v mesto, arhitektura pa mora postati sama del pokrajine.
Le Corbusierjev teoretični socialni program je kmalu postal resničnost. V letih 1925-1926 je zgradil delavsko mesto s 40 hišami v stilu Citrohan v Pessacu pri Bordeauxu. Vendar pa so izbrani dizajn in barve izzvale nasprotovanje oblasti, ki so zavrnile priključek na javni vodovod, tako da so stavbe šest let ostale nenaseljene.

### Pohištvo
Leta 1928 je na Salon d'Autumne v Parizu Le Corbusier in njegova ekipa oblikovalcev prikazala nekatere kose pohištva. Le Corbusier je začel eksperimentirati z oblikovanjem pohištva potem ko je pozval arhitektko Charlotte Perriand naj se pridruži ekipi. Pohištvo je opisal že v svoji knjigi iz leta 1925 L'Art Décoratif d'aujourd'hui in ga opredelil kot tri različne vrste: tipsko-potrebno, tipsko-funkcionalno in predmeti prilagojeni človekovim okončinam.
Prvi rezultati sodelovanja so bili trije kromirani cevasti jekleni stoli, namenjeni dvema izmed njegovih projektov, hiša La Roche v Parizu in paviljon za cerkev Barbare in Henryja. Leta 1929 je program razširil z linijo pohištva za dom. To so bili stoli tip LC-1 originalno imenovan Basculant, LC-2 ali Fauteuil grand confort, petit modèle, LC-3 ali Fauteuil grand confort, grand modèle, in LC-4 ali Chaise longue.

## Najbolj znani sodelavci
Le Corbusier je delal v ateljeju na Rue de Sèvres z več kot 200 zaposlenimi v letih od 1922 do 1965. To so bili predvsem francoski in švicarski študenti do leta 1929, ki so delali do okoli šest mesecev, občasno so delali tudi drugi tuji študenti. Imel je zaposlene tudi stalne sodelavce in študentske pripravnike, v tujini je najemal sodelavce na določenih projektih ali raziskovalnih nalogah. Navedeni so le nekateri: 
Edith Aujame, Roger Aujame, Badovici, Balkrishna Vithaldas Doshi (od 1951 do 1954), Vladimir Bodiansky (vzdevek »Bod«), Bossard, Bossu, Candilis, Lucio Costa, Jane Drew, M. Ducret, Écochard, Marc Emery, Maxwell Fry, Guillermo Jullian de la Fuente, Fernand Gardien, Guillermo Gómez Gavazzo, Jean Ginsberg, Pierre Jeanneret, André Maisonnier (od 1950 do 1959), Jean de Maisonseul, Georges Maurrios (še posebej po 1965), Mayekawa, Jacques Michel, Miquel, Serge Micheloni, Oscar Niemeyer, José Oubrerie, Amédée Ozenfant, Charlotte Perriand, Jean Petit, Jean Prouvé, Sahakura, Rogelio Salmona, German Samper, Rainer Senn, José-Luis Sert, Justino Serralta, N.N Sharma, Jerzy Soltan, Édouard Trouin, Guy Rottier, Simonet, Jean-Louis Véret, André Wogenscky (vzdevek »Vog«), Woods, Iannis Xenakis (od 1947 do 1960) in drugi.

## Spomeniki
Le Corbusierjev portret je na bankovcu za 10 švicarskih frankov, na sliki je s svojimi značilnimi očali. Francija je leta aprila 1987 izdala priložnostno poštno znamko z vsebino Le Corbusier (1887-1965) »The Modulor«.
Z njegovim imenom so povezana naslednja krajevna imena:
- Kraj Le Corbusier v Parizu, v bližini mesta, kjer je imel svoj atelje na Rue de Sèvres.
- Le Corbusier Boulevard, Laval, Quebec, Kanada.
- Trg Le Corbusier v njegovem rojstnem kraju La Chaux-de-Fonds, Švica.
- Ulica Le Corbusier okraju Malvinas Argentinas, provinca Buenos Aires, Argentina.
- Ulica Le Corbusier v Le Village Parisien Brossard, Quebec, Kanada.
- Promenada Le Corbusier, dolga promenada ob vodi pri Roquebrune-Cap-Martin.
- Muzej Le Corbusier, Sector-8, Chandigarh, Indija.

Skupina držav (Nemčija, Argentina, Belgija, Francija, Japonska in Švica) je predlagala uvrstitev nekaterih Le Corbusierovih del s skupnim naslovom L’œuvre architecturale et urbaine de Le Corbusier »(Arhitekturna in urbanistična dela Le Corbusierja«) na seznam Unescove svetovne dediščine. Na 33. seji Unescovega odbora so predlog vrnili v dopolnitev, dopolnjeni predlog pa je bil nato leta 2016 vpisan v seznam. Vnos vključuje dela v sedmih državah na treh celinah (poleg omenjenih še v Indiji), od enajstih držav na štirih celinah, kjer so postavljena Le Corbusierjeva dela.